# Kahlehābād
Kahlehābād (persiska: كَهلا آباد, كَهلَه آباد, كَهلا, كَهَل آباد, كهله آباد, Kahlāābād) är en ort i Iran.   Den ligger i provinsen Zanjan, i den nordvästra delen av landet, 240 km väster om huvudstaden Teheran. Kahlehābād ligger 1 788 meter över havet och antalet invånare är 569.
Terrängen runt Kahlehābād är varierad, och sluttar österut.Runt Kahlehābād är det ganska tätbefolkat, med 108 invånare per kvadratkilometer. Närmaste större samhälle är Zāghej, 19,5 km sydväst om Kahlehābād. Trakten runt Kahlehābād består i huvudsak av gräsmarker.